# Sava Bohinjka

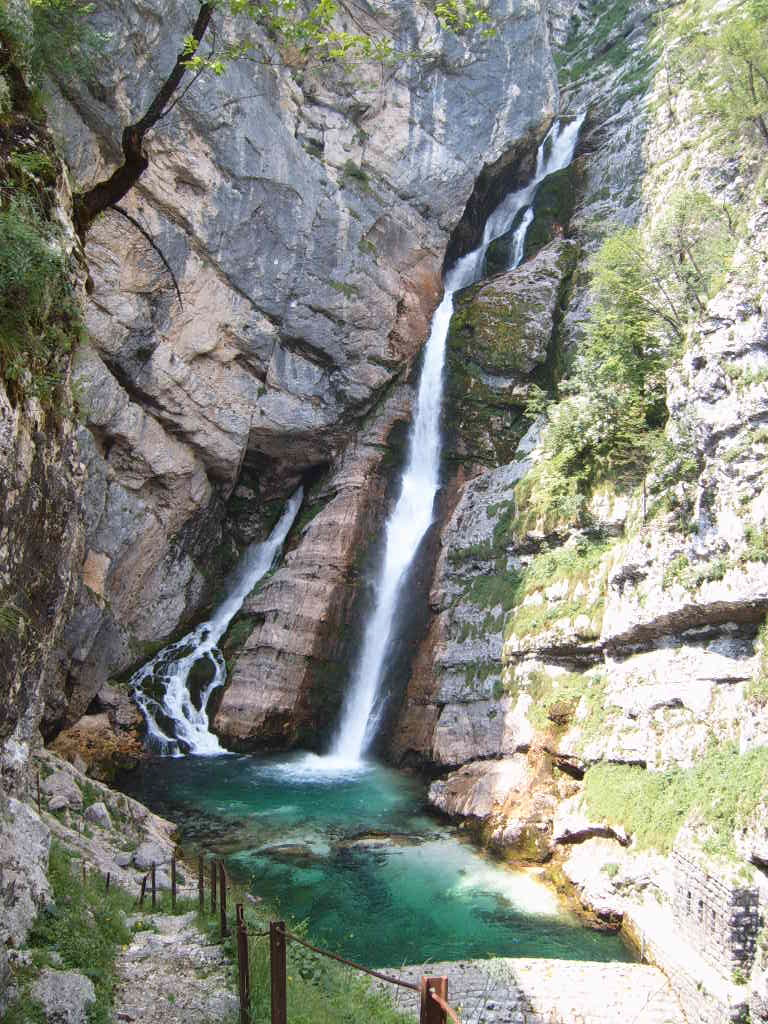
Le cascate della Savica

La Sava Bohinjka è un ramo sorgentifero della Sava nella Slovenia nord-occidentale.
Lunga 31 chilometri, è il più corto dei due rami sorgentiferi che a Radovljica forma la Sava (l'altro ramo, lungo 45 chilometri, è la Sava Dolinka). La Sava Bohinjka nasce a 805 m s.l.m. da una risorgiva alimentata dalla valle dei laghi del Tricorno. Finché non raggiunge il lago Bohinj, il fiume è conosciuto come Savica (Piccola Sava) e forma le cosiddette "Slap Savica", delle cascate alte 60 metri. Scorre poi lungo l'Ukanc Gorge, dove è situata una centrale idroelettrica, prima che il fiume entri nel lago (formando un piccolo delta). Dal lago di Bohinj il fiume scorre, conosciuto ora come Sava Bohinjka, attraverso Bohinjska Bistrica, Bohinjska Bela e infine il lago di Bled, prima dell'incontro con la Sava Dolinka presso Radovljica.